# Římskokatolická farnost Mnichovice
Římskokatolická farnost Mnichovice je jedno z územních společenství římských katolíků v jílovském vikariátu s farním kostelem Narození Panny Marie.
Vznikla v roce 2009 sloučením s původní Římskokatolickou farností Ondřejov a Římskokatolickou farností Chocerady.
Farnost vydává pravidelně každou třetí neděli v měsíci zpravodaj MOZAIKA s aktuálními informacemi o dění ve farnosti.
Ve farnosti se kromě pravidelných bohoslužeb konají eucharistické adorace (1. a 3. neděli v měsíci od 15:00 a v pátek po mši sv.), probíhá výuka náboženství pro děti i dospělé (středy, pátky, soboty), modlitba sv. růžence (před mší sv. a v sobotu v 10:30), modlitby Taizé (3. pátek v měsíci od 19:00), první pátky od 17:00 v Kostelních Střímelicích, setkávání mužů - otců rodin (pátek od 21:00 v Ondřejově), promítání filmů s diskusí v rámci aktivity Net for God, sobotní setkávání u Mariánského sloupu (2. sobota v měsíci v 10:00) a modlitby za mír ve světě (1.pondělí v měsíci ve 20:15 v Hrusicích).

## Dějiny farnosti
Od roku 1354 plebánie, po reformaci farnost obnovena. Roku 1807 povýšena na děkanství, od 1. 7. 1994 farnost. Matriky vedeny od r. 1716.
Starší názvy: Mnichovicium; Mnichowitz

## Kostely farnosti
| Kostel                  | Místo               | Bohoslužba                                                                 | Další aktivity |
| ----------------------- | ------------------- | -------------------------------------------------------------------------- | --- |
| Nanebevzetí Panny Marie | Chocerady           | ne 09:30, Dst. P. Michal Vaněček. (leden - březen pouze 1 a 3 ne v měsíci) | |
| Nejsvětější Trojice     | Komorní Hrádek      | 1 x ročně na Slavnost Nejsvětější Trojice v 15:00                          | |
| Narození Panny Marie    | Mnichovice          | ne 08.30; út st: 17.30 mimo července a srpna; pá 17.30                     | st 18:00, pá 14:00 a 18:15; so 10:00 náboženství; so 10:30 rozjímavý růženec; ne 15:00 adorace (1. neděle v měsíci) |
| sv. Anny                | Strančice           | ne 15:00 (2. neděle v měsíci), pouze v letním období                       | út 15:00 mariánská pobožnost (v měsíci květnu)                                                                      |
| sv. Šimona a Judy       | Ondřejov            | ne 08:00, Dst. P. Michal Vaněček                                           | pá 21:00 modlitby mužů-otců rodin; ne 18:30 sv. růženec                                                             |
| sv. Martina             | Kostelní Střimelice | 2 x ročně (5.7. a kolem svátku sv. Martina) v 11:00                        | 1. pá v měsíci: 17:00 mše sv., agapé a možnost svátosti smíření                                                     |
| sv. Jana Nepomuckého    | Zvánovice           | čt 15.00 pouze 1. čtvrtek v měsíci                                         | |

Farnost pořádá mše i v zasedací síni obecního úřadu ve Struhařově každou čtvrtou neděli v měsíci v 15.00.

## Osoby ve farnosti
P. Ivan Kudláček, kněz,  farář
P. Michal Vaněček, kněz, výpomocný duchovní pro Ondřejov a Chocerady
P. Radim Cigánek, kněz, administrátor excurrendo

Vlasta Sklenářová, samostatný pastorační asistent